# Myxilla elastica
Myxilla elastica är en svampdjursart som beskrevs av Koltun 1958. Myxilla elastica ingår i släktet Myxilla och familjen Myxillidae. Inga underarter finns listade i Catalogue of Life.